# إدوارد مكراكن
إدوارد مكراكن (بالإنجليزية: Edward R. McCracken)‏ كان الرئيس التنفيذي لشركة سيليكون غرافيكس في الفترة الممتدة بين عامي 1984 و 1997. وتحت قيادته نمت الإيرادات السنوية لسيليكون غرافيكس من 5.4 مليون دولار أمريكي إلى 3.7 مليار دولار أمريكي. قبل قيادته لسيليكون غرافيكس أمضى 16 عاما في منصب مدير تنفيذي في شركة هيوليت باكارد.